# نظرية الشركة الفعلية
نظرية الشركة الفعلية هي مبدأ قانوني يُستخدم في بعض الأنظمة القانونية للاعتراف بوجود الشركة على أرض الواقع، رغم وجود خلل قانوني في تأسيسها، وذلك خلال الفترة الممتدة من بدء نشاطها حتى صدور حكم ببطلانها.

#### المفهوم القانوني
وفقًا لبعض المصادر القانونية، تستند هذه النظرية إلى فكرة أن العقود المستمرة تُنفذ يومًا بعد يوم، وبالتالي، فإن إبطال عقد الشركة لا يؤثر بأثر رجعي، وإنما يتم اعتبار الشركة قائمة حتى لحظة الحكم ببطلانها، مما يستلزم تصفيتها وفقًا للقوانين السارية.

#### شروط تطبيق النظرية
للاعتراف بالشركة الفعلية في بعض الأنظمة القانونية، يُشترط:
1- أن تكون الشركة قد باشرت نشاطها بالفعل قبل صدور حكم البطلان.
2- أن يكون سبب البطلان أحد العوامل التالية:
- وجود نقص في أهلية أحد الشركاء أو عيب في الرضا (في شركات الأشخاص).
- عدم استيفاء الشروط القانونية الخاصة بنوع معين من الشركات، وفقًا للتشريعات المحلية.

#### الآثار القانونية
بحسب بعض الدراسات القانونية، قد تترتب على تطبيق هذه النظرية النتائج التالية:
- إمكانية إثبات وجود الشركة بكافة طرق الإثبات المقبولة قانونًا.
- احتفاظ الشركة الفعلية بشخصيتها المعنوية لحين انتهاء تصفيتها.
- خضوعها للضرائب التجارية والصناعية وفقًا للقوانين السارية.
- خضوع إجراءات تصفيتها للأحكام القانونية المطبقة على الشركات الأخرى.[4]

ملاحظة: يختلف تطبيق هذه النظرية من دولة إلى أخرى حسب القوانين المحلية والتفسيرات القضائية، لذا يُفضل الرجوع إلى القوانين المعمول بها أو الأحكام القضائية ذات الصلة للحصول على فهم دقيق.

## انظرا ايضاَ
نظرية الشركة الفعلية في القانون الجزائري (مذكرة)